# La febbre del cemento
La febbre del cemento (Betonrausch) è un film del 2020 diretto da Cüneyt Kaya.

## Trama
Viktor è un ragazzo disposto a diventare ricco a tutti i costi. Grazie all’aiuto di Gerry e della bancaria Nicole, i tre riescono ad arricchirsi (anche abbastanza in fretta) nel settore immobiliare di Berlino chiedendo prestiti alle banche e truffando gli acquirenti. Quando, però, le cose sembrano andare per il meglio, Viktor riceve una lettera dal fisco e scopre di avere numerosi debiti. Sperperati tutti i milioni guadagnati, Viktor cerca una collana dal valore inestimabile che aveva comprato in precedenza e che avrebbe usato come “salvadanaio” per le emergenze come queste, situazione che lo porta a separarsi da sua moglie Nicole (sposata nel corso della truffa) nonché mamma della loro primogenita. Col tentativo di ripartire con un nuovo progetto a Malta col suo socio, Gerry si tira fuori prima che Viktor venga arrestato. In carcere scopre che suo padre, molto presente nella vita di Viktor, soprattutto nell’infanzia, è venuto a mancare in un incidente stradale mentre stava telefonando alla sua ex moglie (nonché madre del ragazzo) per farle sapere quanto accaduto al figlio. Passati vari anni, durante l’interrogatorio dal quale prende il via tutta la narrazione, Viktor chiede all’investigatrice di consegnare un DVD a Nicole destinato a sua figlia su cui ha lasciato un videomessaggio, in modo da scusarsi per il suo comportamento tenuto in passato almeno con la piccola. Scarcerato, all’uscita ritrova Nicole con sua figlia, con la quale passa una bella giornata. Infine, Viktor trova una lettera di Gerry e capisce che la collana che cercava in passato è stata nascosta in una testa di leone ornamentale di marmo, recuperandola.

## Distribuzione
Il film è disponibile sulla piattaforma di streaming online Netflix dal 17 aprile 2020.

## Accoglienza

### Critica
L’aggregatore di recensioni online Rotten Tomatoes ha assegnato al film una percentuale di gradimento pari al 33% sulla base di 9 recensioni professionali ed una media di 4,85/10.